# Петкявичюс, Казис
Ка́зис Павлович Петкя́вичюс (лит. Kazys Petkevičius; 1 января 1926, Стейгвиляй, Шяуляйский уезд, Литва — 14 октября 2008, Каунас, Литва) — советский баскетболист, советский и литовский баскетбольный тренер. Играл на позициях разыгрывающего и атакующего защитника.
Двукратный чемпион Европы (1947, 1953), серебряный призёр Олимпийских игр 1952 и 1956 годов. Мастер спорта СССР (1947). Заслуженный мастер спорта СССР (1953). Заслуженный тренер Литовской ССР (1976).

## Карьера

### Клубная
Баскетболом начал заниматься в школе в Тельшяе. С 1945 года учился в Литовском институте физической культуры и играл за каунасский «Жальгирис». В составе «Жальгириса» стал двукратным чемпионом СССР, дважды выигрывал серебряные медали и один раз — бронзовые.
Окончил Литовский институт физкультуры. С 1951 по 1956 год — аспирант в ГДОИФКе. В середине 50-х переехал в Ленинград, сначала выступал за СКИФ, а с 1955 года играл за «Буревестник». Играть закончил в 1958 году.

### В сборной
В составе сборной СССР принял участие в трёх чемпионатах Европы. Чемпион Европы 1947 и 1953 годов, бронзовый призёр чемпионата 1955 года.
Принял участие в двух олимпийских баскетбольных турнирах: 1952 и 1956 годов. Дважды становился серебряным призёром Игр. Всего за сборную Советского Союза провёл 61 официальный матч, набрал 405 очков. Также выступал за сборную Литовской ССР. Сыграл за команду 28 матчей, набрал 111 очков.
В 1953 году присвоено звание заслуженного мастера спорта СССР.
В 2006 году занял 8-е место среди лучших атакующих защитников в истории советского и российского баскетбола, проведённого газетой «Спорт-Экспресс».

### Тренерская
Ещё будучи действующим баскетболистом, работал преподавателем физического воспитания: сначала в ЛИФК (1949—1951), затем в ГДОИФКе на кафедре спортивных игр (1956—1958). В 1958—1978 — старший преподаватель кафедры спортивных игр ЛИФК.
C 1960 по 1962 года был старшим тренером «Жальгириса».
В 1976 году получил звание заслуженного тренера Литовской ССР. До глубокой старости работал тренером в школе Арвидаса Сабониса в Каунасе.

## Награды
- орден Трудового Красного Знамени (27.04.1957) — «за успехи, достигнутые в деле развития массового физкультурного движения в стране, повышения мастерства советских спортсменов, и успешное выступление на международных соревнованиях»